# Adolf Goetze (Theologe)
Johann Heinrich Adolf Goetze, auch Adolph Goetze (* 16. März 1792 in Neustrelitz; † 26. Dezember 1868 in Stargard) war ein deutscher evangelisch-lutherischer Theologe und  Pastor.

## Leben
Adolf Goetze entstammte einer Familie, aus der über Generationen Juristen, Medizinern und Theologen in Mecklenburg hervorgingen. Er war einer der Söhne des Justizkanzleisekretärs und späteren Hofrats Adolf Friedrich Goetze (1760–1830) und dessen Frau Johanna, geb. Thiele († 1832), einer Pastorentochter aus Friedland (Mecklenburg). Der Neustrelitzer Medizinalrat, Hofmedicus und Leibarzt Wilhelm Goetze (1773–1830) war sein Onkel. Seine Brüder waren der Obermedizinalrat Ludwig Goetze (1795–1853) in Neustrelitz, der Kanzlei-Registrator Wilhelm Goetze (1793–1851) in Neustrelitz, der Superintendent (Christian Friedrich) Theodor Goetze (1797–1869) in Wismar und der Kaufmann Franz Goetze in Boizenburg.
Er besuchte das Gymnasium Carolinum in Neustrelitz und begann 1811 ein Studium der Evangelischen Theologie an der Universität Jena. Er wurde Mitglied der Landsmannschaft Vandalia Jena, aus der 1815 die Urburschenschaft hervorgehen sollte. Auch sein Bruder Wilhelm schloss sich ihm folgend 1813 der Vandalia Jena an. In den Befreiungskriegen diente Adolph Goetze ab 1813 im Lützowschen Freikorps. Er geriet in französische Kriegsgefangenschaft und wurde in der Pyrenäenfestung St. Esprit (heute Teil von Bayonne) interniert. Nach seiner Entlassung schlug er sich als Kutscher eines österreichischen Offiziers nach Wien durch, von wo aus er seine Eltern benachrichtigen konnte.

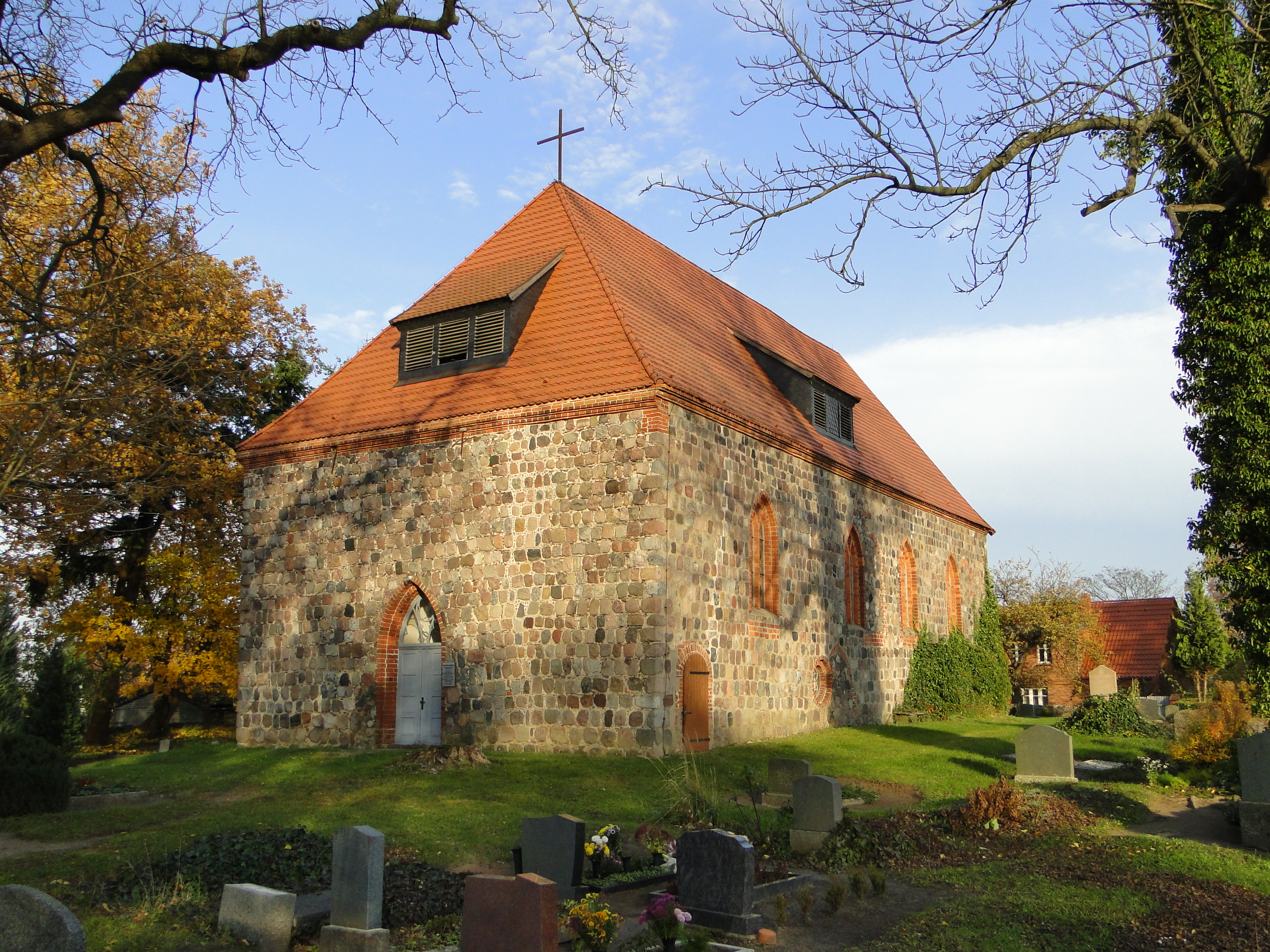
Kirche in Grünow

Er setzte sein Studium 1815 an der Universität Göttingen fort und wurde hier 1816 Mitglied der Göttinger Vandalia. Seine beiden Brüder Ludwig und Theodor folgten ihm im selben Jahr in die Göttinger Vandalia nach. Nach Abschluss seines Studiums wurde er 1820 Rektor in Wesenberg (Mecklenburg). 1837 erhielt er eine Berufung als Pastor auf die Pfarrstelle von Grünow (Mecklenburg). Hier blieb er bis zu seiner Pensionierung Ostern 1868. Seinen Ruhestand verlebte er in Stargard.
Er war seit 1820 verheiratet mit (Caroline) Henriette (Sofia), geb. Nahmmacher (1797–1868), einer Tochter des Pastors Adolf Friedrich Gotthard Nahmmacher in Wesenberg. Das Paar hatte neun Kinder, darunter den späteren Ersten Staatsanwalt am Landgericht Neustrelitz Hermann Goetze (1837–1914) und den Rostocker Gymnasiallehrer Otto Goetze (1841–1903).

## Stammbuch
Von 1809 bis 1816 führte Adolf Goetze ein Stammbuch, das im Institut für Hochschulkunde an der Universität Würzburg mit 102 losen Blättern in einem Schuber erhalten und ausgewertet worden ist. Die ersten 15 Blätter betreffen Schul- und Jugendfreunde aus der Zeit bis 1811 in Mecklenburg-Strelitz (darunter seine spätere Ehefrau), weitere 21 entstanden 1811 bis 1813 in Jena und Umgebung sowie 56 Blätter entstanden 1815/1816 in und um Göttingen. In Jena gehörten Gabriel Gahrtz und der Göttinger Vandale Peter Le Fort zu den Einträgern, in Göttingen trugen sich unter anderen Karl Groddeck, Friedrich Leuckart, Ludwig von Lützow, Christian Martini, Friedrich Schumann, Adolph und Ernst von Wangenheim sowie Johann Joachim Christian Zerrenner in sein Stammbuch ein.